# 홍지문터널

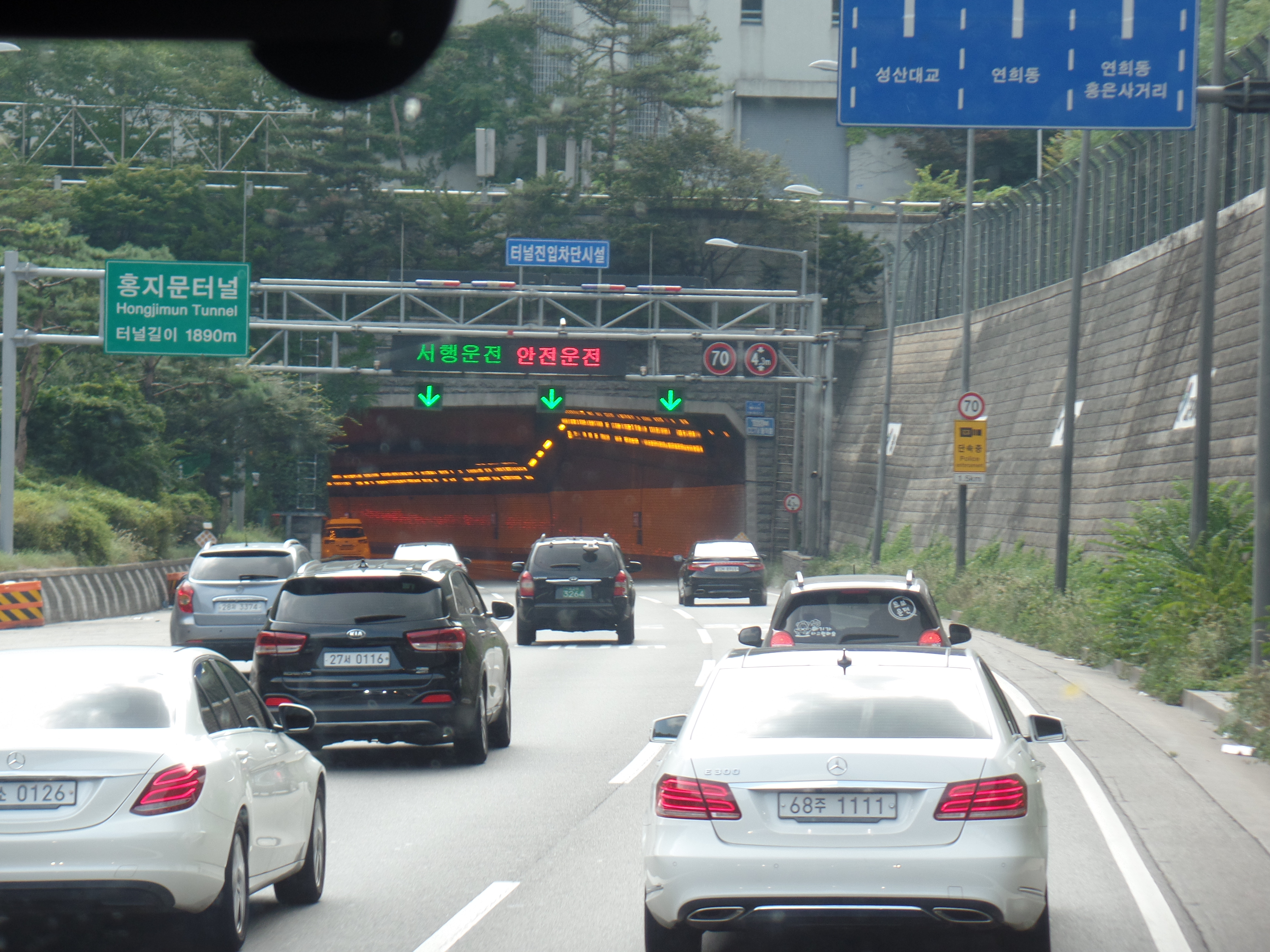
홍지문터널

홍지문터널(洪智門tunnel)은 서울특별시 내부순환로의 터널로, 서대문구 홍은동과 종로구 평창동을 잇고 있다. 2016년 7월 3일 강남순환로의 관악터널이 개통되기 이전까지는 서울특별시에서 가장 긴 터널(1892m)이었다.

## 사고
2003년 6월 6일 서울특별시 종로구 홍지동 내부순환로 홍지문터널에서 중형버스(콤비)와 테라칸 승용차가 전면 충돌하여 화재가 발생하여, 40여명이 부상하고, 19분간 환기시설 작동이 중단되었다.
이후 조사 과정에서 환풍기가 작동하지 않은 것이 관리 직원의 실수와 더불어 설계상에 결함이 있음이 밝혀져 논란이 되었다.